# Nikolaj Trubetskoj (1828–1900)
Nikolaj Petrovitj Trubetskoj (ryska: Николай Петрович Трубецкой), född 1828, död 1900, var en rysk furste. Han var far till Sergej Trubetskoj (1862–1905) och Jevgenij Trubetskoj (1863–1920).
Trubetskoj är framför allt känd för att 1866 tillsammans med Nikolaj Rubinstein ha grundat Moskvakonservatoriet.